# Shinji Nakano
Shinji Nakano (中野信治?, Nakano Shinji; Takatsuki, 1º aprile 1971) è un ex pilota automobilistico giapponese.

## Carriera
Dopo molta esperienza acquisita nelle categorie minori, tra le quali la Formula 3 e la Formula 3000 giapponese  (1989, 1992-1996), debutta in Formula 1 nel 1997 al volante della neonata Prost a motore Mugen-Honda, a fianco del più esperto Olivier Panis e successivamente di Jarno Trulli, non dimostrando tuttavia di reggere il confronto con entrambi i compagni. Si registrano in quella stagione gli unici due piazzamenti a punti del pilota giapponese: 2 sesti posti nel Gran Premio del Canada e nel Gran Premio d'Ungheria. L'anno successivo il passaggio alla Minardi, con la quale non ottiene grandi risultati per via della scarsa affidabilità e competitività della vettura, pur vincendo il confronto con il compagno di squadra, il debuttante Esteban Tuero.
Senza un volante in F1 per la stagione 1999, Nakano passa a correre nelle categorie americane, in Champ Car, con le scuderie Walker e Fernandez. Per il pilota giapponese si registrano inoltre, la partecipazione alla 500 miglia di Indianapolis per la Beck Motorsport nel 2003 e la 24 ore di Le Mans nel 2006.

## Risultati

### Formula 3000 giapponese
(legenda) (Le gare in grassetto indicano la pole) (Le gare in corsivo indicano il giro veloce)
| Anno | Squadra                 | 1       | 2      | 3       | 4       | 5       | 6       | 7       | 8      | 9      | 10      | 11    | Punti | Pos. |
| ---- | ----------------------- | ------- | ------ | ------- | ------- | ------- | ------- | ------- | ------ | ------ | ------- | ----- | ----- | ---- |
| 1992 | Nakajima Racing         | SUZ NQ  | FUJ 12 | MIN Rit | SUZ NQ  | AUT Rit | SUG Rit | FUJ 12  | FUJ 13 | SUZ 14 | FUJ 16  | SUZ 9 | 0     | NC   |
| 1994 | Team Nova               | SUZ     | FUJ    | MIN     | SUZ     | SUG     | FUJ     | SUZ Rit | FUJ    | FUJ    |         |       | 0     | NC   |
| 1994 | Nakajima Racing         |         |        |         |         |         |         |         |        |        | SUZ Rit |       | 0     | NC   |
| 1995 | Speed Star Wheel Racing | SUZ Rit | FUJ C  | MIN 7   | SUZ Rit | SUG 3   | FUJ Rit | TOK 5   | FUJ 9  | SUZ 8  |         |       | 6     | 11º  |
| 1996 | Team Dome with Mugen    | SUZ 2   | MIN 13 | FUJ Rit | TOK 9   | SUZ 6   | SUG 7   | FUJ 3   | MIN 2  | SUZ 9  | FUJ 4   |       | 20    | 6º   |

### Formula 1
| 1997 | Scuderia | Vettura    |   |    |     |     |     |     |   |     |    |   |   |     |    |     |     |     |    | Punti | Pos. |
| ---- | -------- | ---------- | - | -- | --- | --- | --- | --- | - | --- | -- | - | - | --- | -- | --- | --- | --- | -- | ----- | ---- |
| 1997 | Prost    | Prost JS45 | 7 | 14 | Rit | Rit | Rit | Rit | 6 | Rit | 11 | 7 | 6 | Rit | 11 | Rit | Rit | Rit | 10 | 2     | 18º  |

| 1998 | Scuderia | Vettura      |     |     |    |     |    |   |   |    |   |    |     |    |   |     |    |     |  | Punti | Pos. |
| ---- | -------- | ------------ | --- | --- | -- | --- | -- | - | - | -- | - | -- | --- | -- | - | --- | -- | --- |  | ----- | ---- |
| 1998 | Minardi  | Minardi M198 | Rit | Rit | 13 | Rit | 14 | 9 | 7 | 17 | 8 | 11 | Rit | 15 | 8 | Rit | 15 | Rit |  | 0     | 18º  |

| Legenda | 1º posto     | 2º posto | 3º posto    | A punti         | Senza punti/Non class.  | Grassetto – Pole position Corsivo – Giro più veloce |
| Legenda | Squalificato | Ritirato | Non partito | Non qualificato | Solo prove/Terzo pilota | Grassetto – Pole position Corsivo – Giro più veloce |

### CART
| Anno | Team             | Telaio      | Motore         | 1      | 2      | 3      | 4      | 5       | 6      | 7      | 8      | 9      | 10     | 11     | 12     | 13     | 14     | 15     | 16     | 17     | 18     | 19     | 20     | 21     | Punti | Posizione |
| ---- | ---------------- | ----------- | -------------- | ------ | ------ | ------ | ------ | ------- | ------ | ------ | ------ | ------ | ------ | ------ | ------ | ------ | ------ | ------ | ------ | ------ | ------ | ------ | ------ | ------ | ----- | --------- |
| 2000 | Walker Racing    | Reynard 2Ki | Honda HR-0 V8t | MIA 8  | LBH    | RIO    | MOT 14 | NZR Wth | MIL 23 | DET 15 | POR 11 | CLE 15 | TOR 14 | MIS 20 | CHI 13 | MDO 19 | ROA 22 | VAN 19 | LS 26  | STL 21 | HOU 8  | SRF 21 | FON 16 |        | 12    | 24º       |
| 2001 | Fernández Racing | Reynard 01i | Honda HR-1 V8t | MTY 18 | LBH 12 | TXS C  | NZR 15 | MOT 8   | MIL 16 | DET 13 | POR 22 | CLE 22 | TOR 9  | MIS 22 | CHI 16 | MDO 18 | ROA 15 | VAN 14 | LAU 22 | ROC 17 | HOU 15 | LS 21  | SRF 12 | FON 21 | 11    | 26º       |
| 2002 | Fernández Racing | Lola B02/00 | Honda HR-2 V8t | MTY 15 | LBH 12 | MOT 10 | MIL 18 | LS 14   | POR 11 | CHI 5  | TOR 4  | CLE 10 | VAN 11 | MDO 9  | ROA 11 | MTL 9  | DEN 16 | ROC 16 | MIA 14 | SRF 13 | FON 15 | MXC 14 |        |        | 43    | 17º       |

### IndyCar Series
| Anno | Team             | Telaio        | Motore | 1   | 2   | 3      | 4       | 5   | 6    | 7   | 8   | 9   | 10  | 11  | 12  | 13  | 14  | 15  | 16  | Punti | Posizione |
| ---- | ---------------- | ------------- | ------ | --- | --- | ------ | ------- | --- | ---- | --- | --- | --- | --- | --- | --- | --- | --- | --- | --- | ----- | --------- |
| 2003 | Beck Motorsports | Dallara IR-03 | Honda  | HMS | PHX | MOT 11 | INDY 14 | TXS | PPIR | RIR | KAN | NSH | MIS | STL | KTY | NZR | CHI | FON | TX2 | 35    | 29º       |

### 500 Miglia di Indianapolis
| Anno   | N° auto | Partito | Media qualifica | Finito | Giri | Giri in testa | Causa ritiro |
| ------ | ------- | ------- | --------------- | ------ | ---- | ------------- | ------------ |
| 2003   | 54      | 15º     | 227.222         | 14º    | 196  | 0             | /            |
| Totale | Totale  | Totale  | Totale          | Totale | 196  | 0             |              |

### 24 Ore di Le Mans
| Anno | Classe   | №  | Gomme | Auto                                       | Team                      | In equipaggio con                  | Giri | Pos. Assol. | Pos. di classe |
| ---- | -------- | -- | ----- | ------------------------------------------ | ------------------------- | ---------------------------------- | ---- | ----------- | -------------- |
| 2005 | LMP1     | 13 | Y     | Courage C60H Judd GV4 4.0L V10             | Courage Compétition       | Jonathan Cochet Bruce Jouanny      | 52   | Rit         | Rit            |
| 2006 | LMP1     | 13 | Y     | Courage LC70 Mugen MF458S 4.5L V8          | Courage Compétition       | Jean-Marc Gounon Haruki Kurosawa   | 35   | Rit         | Rit            |
| 2007 | LMP1     | 9  | D     | Creation CA07 Judd GV5.5 S2 5.5L V10       | Creation Autosportif Ltd. | Jamie Campbell-Walter Felipe Ortiz | 55   | Rit         | Rit            |
| 2008 | LMP1     | 21 | M     | Epsilon Euskadi ee1 Judd GV5.5 S2 5.5L V10 | Epsilon Euskadi           | Stefan Johansson Jean-Marc Gounon  | 158  | Rit         | Rit            |
| 2011 | LMP2     | 49 | D     | OAK Pescarolo 01 Judd-BMW HK 3.6L V8       | OAK Racing                | Nicolas de Crem Jan Charouz        | 313  | 14º         | 5º             |
| 2012 | LMP2     | 45 | D     | Oreca 03 Nissan VK45DE 4.5L V8             | Boutsen Ginion Racing     | Bastien Brière Jens Petersen       | 325  | 24º         | 10º            |
| 2013 | LMP2     | 25 | D     | Oreca 03 Nissan VK45DE 4.5L V8             | Delta-ADR                 | Tor Graves Archie Hamilton         | 101  | Rit         | Rit            |
| 2014 | LMGTE Am | 70 | M     | Ferrari 458 Italia GT2 Ferrari 4.5L V8     | Team Taisan               | Martin Rich Pierre Ehret           | 327  | 28º         | 8º             |
| 2016 | LMP2     | 34 | D     | Oreca 03R Judd HK 3.6L V8                  | Race Performance          | Nicolas Leutwiler James Winslow    | 289  | 44º         | 17º            |

#### Campionato del Mondo Endurance
Nel 2012 la Coppa del Mondo Endurance FIA è stata assegnata solo ai Costruttori; nel 2013 è stata istituita anche quella per i piloti.
| Anno    | Squadra   | Classe | Vettura  | SEB | SPA | LMS | SIL | SÃO | BHR | FUJ | SHA |     | Punti | Pos. |
| ------- | --------- | ------ | -------- | --- | --- | --- | --- | --- | --- | --- | --- | --- | ----- | ---- |
| 2012    | ADR-Delta | LMP2   | Oreca 03 |     |     |     |     |     |     | 8   |     |     | 4     | 41º  |
| Anno    | Squadra   | Classe | Vettura  | SIL | SPA | LMS | SÃO | COA | FUJ | SHA | BHR |     | Punti | Pos. |
| 2013    | Delta-ADR | LMP2   | Oreca 03 |     |     | Rit |     |     | 4   |     |     |     | 6     | 26º  |
| Anno    | Squadra   | Classe | Vettura  | SIL | SPA | LMS | NÜR | MEX | COA | FUJ | SHA | BHR | Punti | Pos. |
| 2016    | Manor     | LMP2   | Oreca 05 |     |     |     |     |     |     | 11  |     |     | 0.5   | 32º  |
| Legenda |           |        |          |     |     |     |     |     |     |     |     |     |       |      |